# 胡豫
胡豫（1964年4月—），华中科技大学同济医学院附属协和医院院长，教授，主要从事疑难血液病方面的研究工作。入选中华人民共和国教育部2009年度"长江学者"特聘教授、中国国务院政务特殊津贴获得者。